# مصفوفة مصاحبة
في الجبر الخطي، مصفوفة مصاحبة (بالإنجليزية: Adjugate matrix)‏ لمصفوفة مربعة ما هي منقولة مصفوفة المعاملات المصاحبة.

## تعريف
المصفوفة المصاحبة لمصفوفة مربعة ما A هي منقولة مصفوفة المعاملات المصاحبة C.
{\displaystyle \mathrm {adj} (\mathbf {A} )=\mathbf {C} ^{\mathsf {T}}}.

## أمثلة

### مصفوفة من الصنف 2 × 2
المصفوفة المصاحبة لمصفوفة من الصنف 2 × 2
{\displaystyle \mathbf {A} ={\begin{pmatrix}{a}&{b}\\{c}&{d}\end{pmatrix}}}
هي
{\displaystyle \operatorname {adj} (\mathbf {A} )={\begin{pmatrix}\,\,\,{d}&\!\!{-b}\\{-c}&{a}\end{pmatrix}}}.
يلاحظ أن
- لمصفوفة ما ولمصفوفتها المصاحبة نفس المحدد: {\displaystyle |adj(A)|=|A|\,}
- المصفوفة المصاحبة للمصفوفة المصاحبة لمصفوفة ما هي المصفوفة الأصلية : {\displaystyle adj(adj(A))=A\!}